# Moschee des Pascha Jakowali Hassan

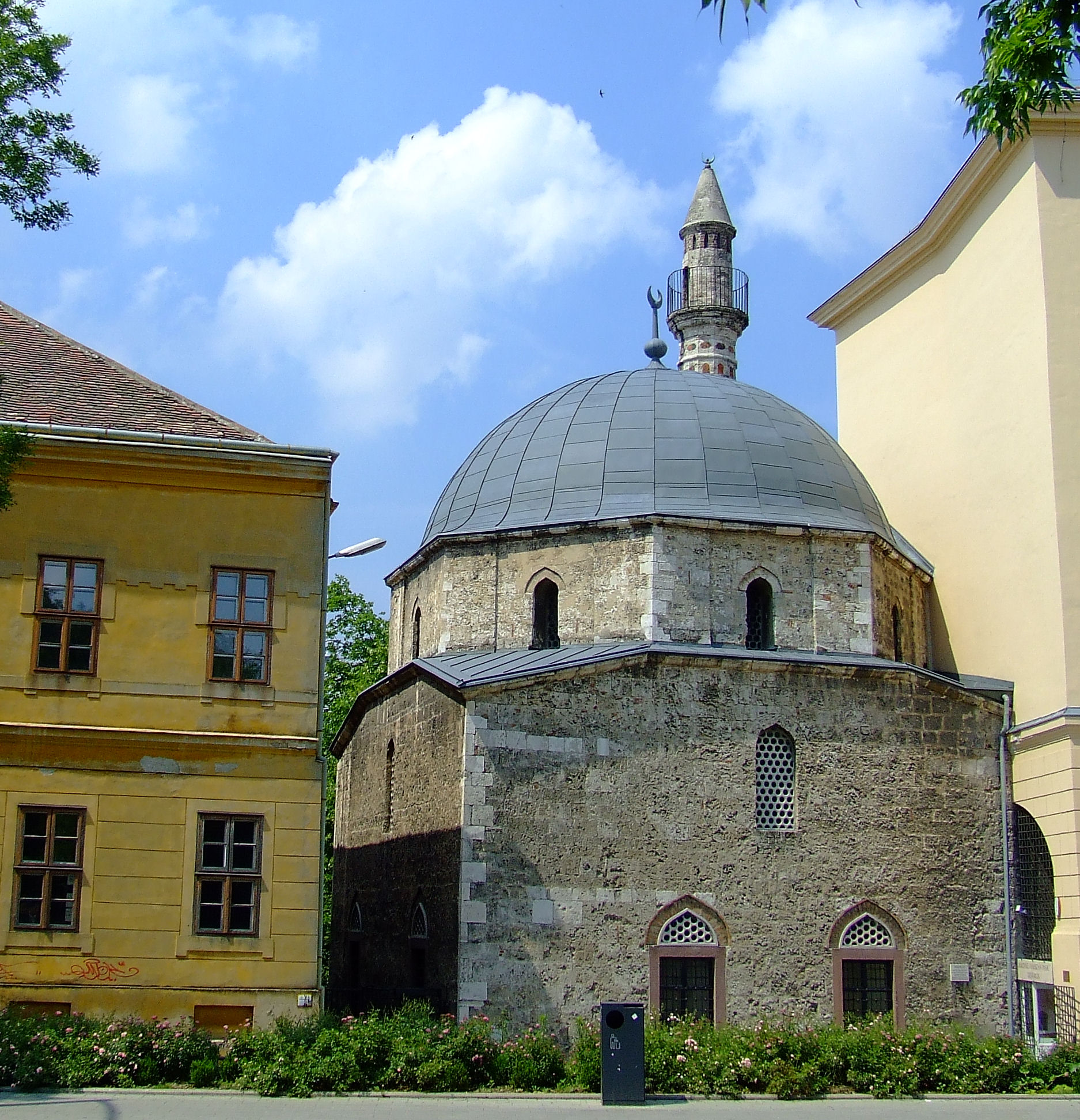
Die Moschee des Jakowali Hassan Pascha

Die Moschee des Pascha Jakowali Hassan (ungarisch: Jakováli Hasszán dzsámija) ist eine Moschee in der Innenstadt von Pécs (deutsch Fünfkirchen) in Ungarn.

## Geschichte
Jakowali Hassan Pascha ließ die Moschee in der zweiten Hälfte des 16. Jahrhunderts erbauen. Nach der Vertreibung der Türken wurde der Bau von 1702 bis 1732 als Kapelle des heiligen Johannes von Nepomuk und danach als Krankenhauskapelle genutzt. Bei der Restaurierung im 20. Jahrhundert wurde das spätere Beiwerk entfernt. Im Innern befindet sich ein Museum mit wechselnden Kunstausstellungen.
Anfang der 1970er Jahre bekam das Gebäude eine Inneneinrichtung von der damalige türkische Regierung geschenkt. Seitdem wird das Gebäude freitags nach Schließung des Museums als Gebetsraum von den örtlichen Muslimen genutzt.

## Anlage
Die Kuppel der Moschee ruht über einem achteckigen Tambour auf einem massiven quadratischen Bau mit Kielbogenfenstern. Das fein gearbeitete, mit Stalaktiten verzierte Portal an der Nordwestseite und der Mihrab wurden wieder hergestellt. Bei der Restaurierung kamen kufische Koranzitate und üppige Pflanzenmuster wieder zum Vorschein. Das 23 m hohe Minarett wurde im 19. Jahrhundert teilweise ergänzt.